# Han Ven-ti kínai császár
Ven-ti (Kr. e. 203 – Kr. e. 157. július 6.) kínai császár i. e. 180-tól haláláig. Alatta szilárdult meg a Han-dinasztia hatalma.
A dinasztiát megalapító Kao-cu fiaként született, és a Taj hercege címet viselte. II. Sao-ti halála után jutott a trónra, és uralma hosszabbnak bizonyult Han-elődeinél. Gyengítette a helyi hercegek és vazallusok hatalmát, ugyanakkor erősítette a központi kormányzatot. Meghallgatta alárendeltjeinek tanácsát, és a fontos döntéseket velük közösen igyekezett meghozni. Legendássá vált takarékosságával csökkentette a parasztság terheit, és intézkedéseket hozott az öntözés és a mezőgazdasági termelés fejlesztésére. Regnálása alatt Kína felvirágzott, népessége növekedett. Ven-ti mint a mértékletes és jóságos császár megtestesítője maradt fenn később a kínai emlékezetben.
Ven-ti 23 évnyi uralom után 46 éves korában hunyt el. A trónon fia, Csing-ti követte.

## Lásd még
- A Han-dinasztia családfája

| Előző uralkodó: II. Sao-ti | Kínai császár Kr. e. 180 – Kr. e. 157 | Következő uralkodó: Csing-ti |